# Elijah Baley
Elijah Baley est un personnage de fiction créé par l'écrivain Isaac Asimov. Il s'agit d'un inspecteur de police terrien habitant New York.
Il apparaît dans les romans Les Cavernes d'acier (1953), Face aux feux du soleil (1956), Les Robots de l'aube (1983), Les Robots et l'Empire (1985), ainsi que dans la nouvelle Effet miroir (1972), au cours desquels, aidé par le robot R. Daneel Olivaw, il monte progressivement en grade en résolvant des énigmes et en aidant la Terre à se sortir de mauvais pas. Par la suite, c'est lui qui pousse les Terriens à entamer la seconde vague de colonisation et qui la rend possible par son action dans Les Robots de l'aube (1983).
Il est aussi cité par Janov Pelorat dans Terre et Fondation (1986) comme appartenant à la mythologie de la Terre.
Son fils unique, Bentley Baley, sera le pilier de la seconde vague de colonisation qui amènera à la création du monde colonien Baleyworld (connu également sous le nom de « monde de Baley » et « Comporellon » dans Terre et Fondation) puis de l'empire galactique qui a pour capitale la planète Trantor.

## Articles liés
- Liste des personnages du Cycle des robots